# Little Round Lake
Little Round Lake ist eine Siedlung auf gemeindefreiem Gebiet im Sawyer County im US-amerikanischen Bundesstaat Wisconsin. Zu statistischen Zwecken ist der Ort zu einem Census-designated place (CDP) zusammengefasst worden. Im Jahr 2010 hatte Little Round Lake 1081 Einwohner.
Little Round Lake liegt innerhalb der Lac Courte Oreilles Reservation der Anishinabe.

## Geografie
Little Round Lake liegt im mittleren Nordwesten Wisconsins, rund 5 km südöstlich des Namekagon River, der über den Saint Croix River zum Stromgebiet des Mississippi gehört.
Die geografischen Koordinaten von Little Round Lake sind 45°57′54″ nördlicher Breite und 91°22′05″ westlicher Länge. Der Ort erstreckt sich über eine Fläche von 24 km² und ist die größte Ortschaft in der Town of Bass Lake.
Die Nachbarorte von Little Round Lake sind Phipps (14,4 km nordnordwestlich), Couderay (25,7 km südlich), Reserve (12,4 km südsüdwestlich) und Hayward (14 km westnordwestlich).
Die nächstgelegenen größeren Städte sind Duluth am Oberen See in Minnesota (137 km nordwestlich), Wausau (252 km südöstlich), Green Bay am Michigansee (402 km in der gleichen Richtung), Wisconsins Hauptstadt Madison (443 km südsüdöstlich), Eau Claire (165 km südlich) und die Twin Cities (Minneapolis und Saint Paul) in Minnesota (222 km südwestlich).

## Verkehr
In Little Round Lake treffen die County Highways K und E zusammen. Alle weiteren Straßen sind untergeordnete Landstraßen, teils unbefestigte Fahrwege sowie innerörtliche Verbindungsstraßen.
Mit dem Sawyer County Airport liegt 14,8 km nordwestlich von Little Round Lake ein kleiner Flugplatz. Die nächsten Verkehrsflughäfen sind der Chippewa Valley Regional Airport in Eau Claire (160 km südlich) und der Minneapolis-Saint Paul International Airport (242 km südwestlich).

## Bevölkerung
Nach der Volkszählung im Jahr 2010 lebten in Little Round Lake 1081 Menschen in 331 Haushalten. Die Bevölkerungsdichte betrug 45 Einwohner pro Quadratkilometer. In den 331 Haushalten lebten statistisch je 3,21 Personen. 
Ethnisch betrachtet setzte sich die Bevölkerung zusammen aus 10,7 Prozent Weißen, 85,9 Prozent amerikanischen Ureinwohnern sowie 0,1 Prozent (eine Person) aus anderen ethnischen Gruppen; 3,2 Prozent stammten von zwei oder mehr Ethnien ab. Unabhängig von der ethnischen Zugehörigkeit waren 3,2 Prozent der Bevölkerung spanischer oder lateinamerikanischer Abstammung. 
39,0 Prozent der Bevölkerung waren unter 18 Jahre alt, 56,1 Prozent waren zwischen 18 und 64 und 4,9 Prozent waren 65 Jahre oder älter. 52,5 Prozent der Bevölkerung waren weiblich.
Das mittlere jährliche Einkommen eines Haushalts lag bei 29.038 USD. Das Pro-Kopf-Einkommen betrug 12.103 USD. 36,4 Prozent der Einwohner lebten unterhalb der Armutsgrenze.